# Duitse militaire begraafplaats in Ysselsteyn
De Duitse Oorlogsbegraafplaats aan de Timmermannsweg 75 in Ysselsteyn (Limburg) is met meer dan 31.813 doden de grootste oorlogsbegraafplaats in Nederland en de enige Duitse militaire begraafplaats daar (tien soldaten zijn op de Algemene begraafplaats Vorden begraven). Er worden nog steeds lichamen herbegraven als er gesneuvelde soldaten in Nederland worden aangetroffen. Er liggen naast militairen van de Wehrmacht ook anderen die in de Tweede Wereldoorlog als lid van nationaalsocialistische organisaties zijn omgekomen. Onder hen zijn Nederlandse oorlogsmisdadigers die als collaborateur of SS'er in Duitse dienst de dood vonden. Verder zijn er Duitsers begraven die na de Bevrijding in een Nederlands interneringskamp stierven.

## De begraafplaats
In totaal liggen er inmiddels 31.813 personen, voornamelijk soldaten, begraven, waarvan de overgrote meerderheid is gestorven in de Tweede Wereldoorlog, tijdens de inval in 1940, de bezettingsperiode of gedurende de frontperiode in 1944/1945. Ongeveer 6000 doden zijn ongeïdentificeerd. Er liggen tevens 87 soldaten die tijdens de Eerste Wereldoorlog stierven.
Naast soldaten uit Duitsland liggen er Oostenrijkers, Polen, Nederlanders, Russen en militairen van andere nationaliteiten begraven die hebben gediend binnen de strijdkrachten of nazi-organisaties. Er zijn 550 graven van mensen uit Nederland, van wie ruim 500 lid waren van de SS, of als collaborateur of verrader vermoord werden door het verzet of in die hoedanigheid omkwamen. Ook zijn er graven van overleden mannen, vrouwen en kinderen uit Kamp Vught dat vanaf september 1944 als interneringskamp voor Duitsers, collaborateurs en oorlogsmisdadigers werd gebruikt.

### Herdenkingen
Op de begraafplaats vond tot 2020 jaarlijks een herdenkingsplechtigheid plaats in november, op Volkstrauertag. De herdenkingen waren niet onomstreden. Nazi-jaagster Beate Klarsfeld riep in 2018 op om de herdenkingen te stoppen. Ook de Bond van Antifascisten en de Antifascistische oud-verzetsstrijders Nederland vond de herdenkingen ongepast. Volgens de beheerder van de begraafplaats liggen er ook heel veel gewone soldaten begraven. Voor sommige nazaten van Joodse slachtoffers en verzetsmensen was de aanwezigheid van vooral de graven van oorlogsmisdadigers een reden om tegen een dodenherdenking op deze begraafplaats te pleiten. In 2020 vroeg het Centraal Joods Overleg (CJO) aan de Duitse ambassadeur in Nederland om de herdenking elders te houden. Volgens Eddo Verdoner liggen op de  begraafplaats vrijwel alleen  Duitse soldaten, SS'ers en zware oorlogsmisdadigers, en het zou onjuist zijn om aan hen eer te betonen. Ook opperrabijn Binyomin Jacobs riep op om daar niet meer te herdenken. Vanwege de coronapandemie werd de herdenkingsplechtigheid voor 2020 afgelast maar in 2021 echter weer voortgezet; opperrabbijn Binyomin Jacobs hield daarbij een toespraak In 2023 onthulde Jacobs op de begraafplaats een monument, Poorten van Herinnering, een ontwerp van Arnold Dreyblatt, voor alle slachtoffers van het nazibewind in Nederland, waarvan velen geen graf hebben.

### Bezoekersgebouw
In 2021 kwam een nieuw bezoekersgebouw gereed. Bij de ingang liggen lijsten met de namen en grafligging van de oorlogsdoden ter inzage. Daarnaast bevinden zich in het bezoekersgebouw een horecagelegenheid, verschillende kantoren en presentatieruimtes met een multimediale tentoonstelling. Deze zou in de loop van 2021 officieel geopend worden en vertelt het verhaal van de Tweede Wereldoorlog in Nederland, het werk van de Duitse gravendienst en persoonlijke verhalen achter de graven van Ysselsteyn. In een uitgebreide database kan de bezoeker detailinformatie omtrent deze oorlogsdoden raadplegen. De officiële opening van het nieuwe bezoekerscentrum werd uitgesteld vanwege de coronapandemie en vond uiteindelijk plaats in 2022.

### Historie

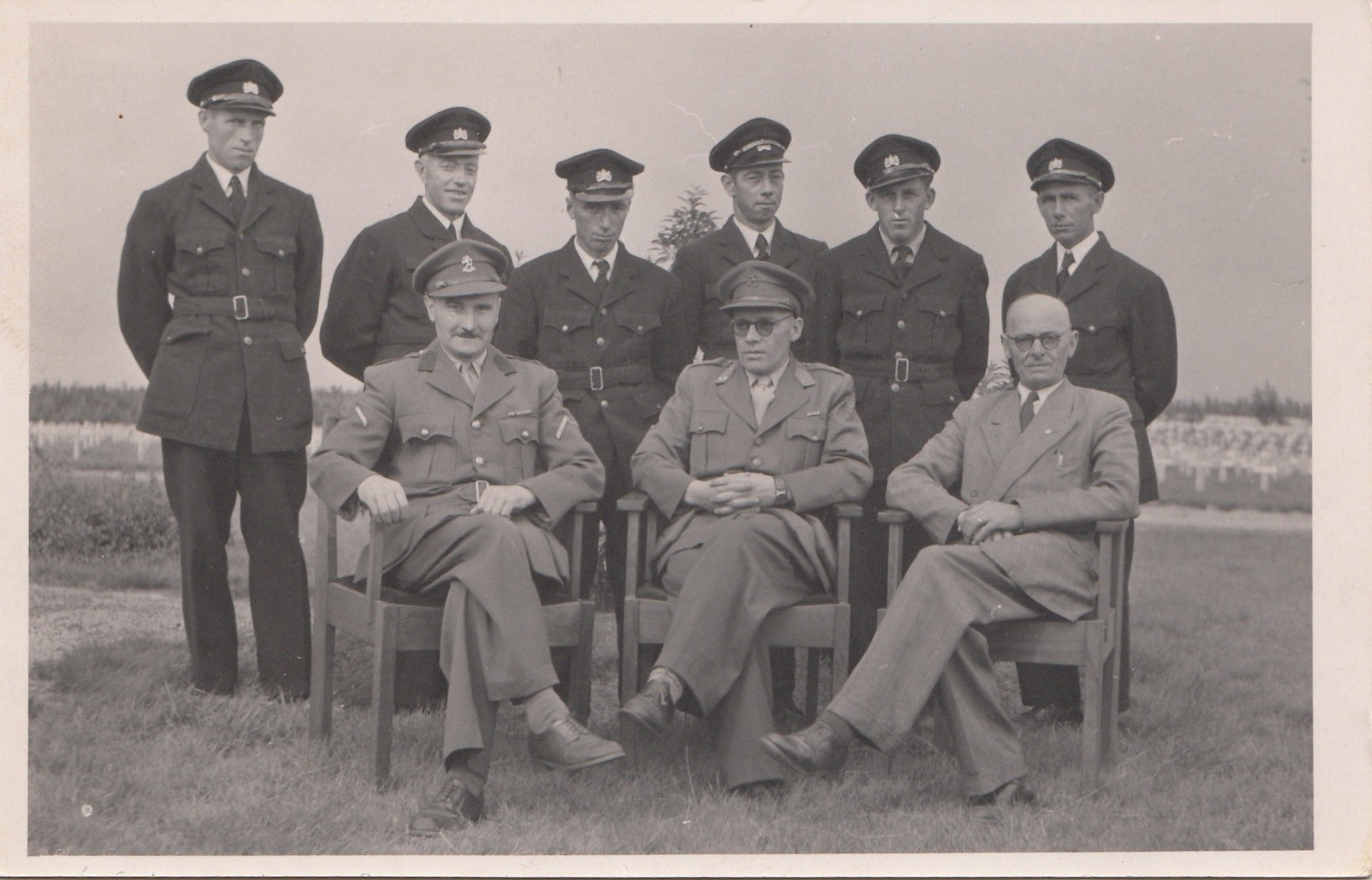
Groepsfoto van de Nederlandse personele bezetting in de jaren '50 met in het midden, zittend, (toenmalig) luitenant L.J. Timmermans (1 januari 1950)

De begraafplaats werd in 1946 aangelegd door de Nederlandse Gravendienst om Duitse gesneuvelden die in Nederland waren begraven op een centrale begraafplaats te verzamelen. Alleen bij Rotterdam (Crooswijk) bleef een Duits oorlogskerkhof bestaan. Graven van Duitse soldaten lagen aanvankelijk door heel Nederland verspreid. Zo liggen er in Ysselsteyn 1700 gesneuvelden uit het gebied rond Arnhem en zijn er ongeveer 3000 doden overgebracht van de Amerikaanse Begraafplaats Margraten. 
Kapitein J.C. Boomer was vanaf 21 juni 1946 bij de Dienst Identificatie en Berging (DIB) aangesteld. Zijn taak was het om de begraafplaats op te zetten. De herbegravingen vingen aan in 1946. De eerste die in Ysselsteyn werd begraven was Unteroffizier Johann Siegel op 15 oktober 1946. De begraafplaats werd in eerste instantie ingericht voor 3 jaar. Omdat men er dus van uitging dat het een tijdelijke verzamelplaats was en de gehele begraafplaats binnen korte tijd naar Duitsland verplaatst zou worden, werd er sober omgegaan met de inrichting ervan. Boomer was tot 3 april 1948 beheerder. Toen eind 1948 de begraafplaats een definitief karakter kreeg is men gaan investeren om de overledenen een waardiger laatste rustplaats te geven. 
De gravendienst heeft vanaf 1950 van 7330 onbekenden de identiteit kunnen vaststellen, in samenwerking met de Volksbund Deutsche Kriegsgräberfürsorge en de Duitse Dienststelle in Berlijn.  In 17 juni 1952 ging het kerkhof officieel open en werd het toegankelijk voor publiek.
Kapitein Lodewijk Johannes Timmermans beheerde de begraafplaats van 1948 tot 1976. Hij gold als 'vader van soldatenbegraafplaats Ysselsteyn'. Na zijn overlijden in 1995 is hij conform zijn laatste wens gecremeerd en is zijn as over de begraafplaats uitgestrooid. Er staat een gedenksteen voor hem nabij de centrale gedenkplaats.
De begraafplaats wordt sinds 1 november 1976 door de Volksbund onderhouden. De Nederlandse regering overhandigde op dat moment de begraafplaats aan de regering van de Bondsrepubliek Duitsland.
Tussen mei 1977 en oktober 1981 werden nieuwe grafkruizen geplaatst door soldaten van de Bundeswehr. In 1982/1983 werden de centrale gedenkplaats en de gemeenschappelijke graven, de zogenoemde kameradengraven, vernieuwd.
Er worden nog steeds graven van Duitse soldaten in Nederland gevonden, die worden dan hier herbegraven. Zo werden er in juni 2023 tien Duitse soldaten herbegraven.

### Algemene opzet
De grootte van de militaire begraafplaats is ongeveer 28 hectare, hierdoor is het qua oppervlakte de grootste Duitse Oorlogsbegraafplaats ter wereld. Het gebied waar de graven liggen bestaat uit 106 blokken met twaalf rijen van telkens 25 graven. Eromheen bevindt zich aan alle zijden bosgebied. Er loopt een 800 meter lang pad over de begraafplaats.

### Het centrale kruis
Het centrale kruis vormt het middelpunt van de begraafplaats. Het is gemaakt van beton met een natuurstenen mantel. Er staan lage grafzuilen van natuursteen omheen. Bij het kruis bevond zich tot in 2021 een steen met de tekst: "Auf diesem Friedhof ruhen 31585 deutsche Soldaten".

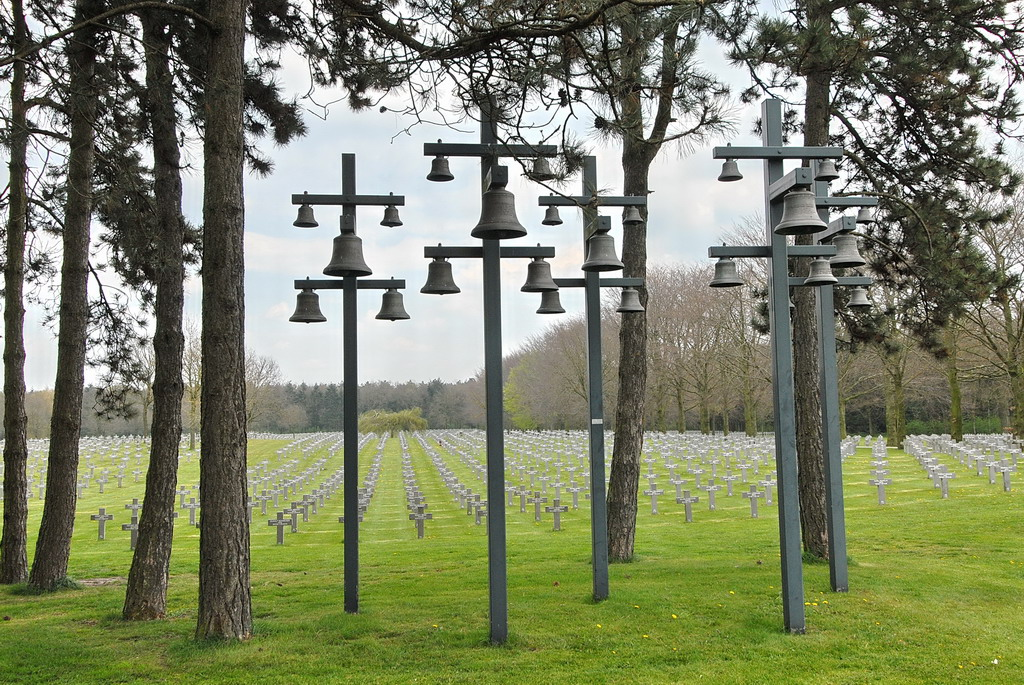
Het Carrillon

Vlak bij de gedenkplaats is een carillon van 25 klokken, die in vijf staalconstructies hangen, naar ontwerp van de Firma Eijsbouts. Deze beiaard is 4 meter hoog. Hij is gebouwd op initiatief van mevrouw Von Zitzewitz, de moeder van een gesneuvelde soldaat. Zij schonk de grootste klok en deed daarna een beroep op vele regeringen en stadsbesturen om ook een donatie te doen.

### De graven

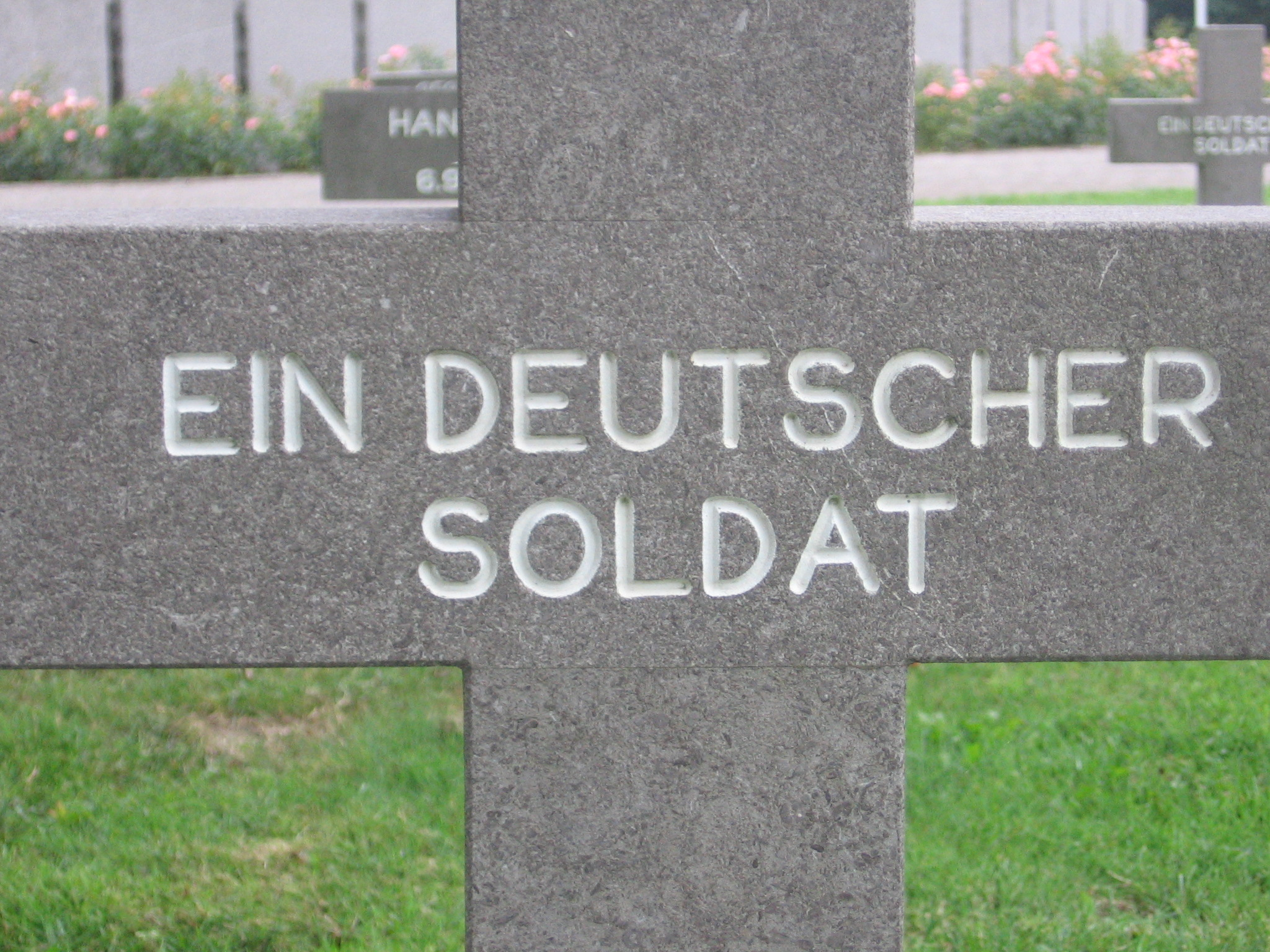
Een graf van een ongeïdentificeerde militair.

In totaal lagen er in 2024 van 31.813 personen stoffelijke resten begraven, veruit de meeste van soldaten die zijn gesneuveld in de Tweede Wereldoorlog. De grafstenen hebben allemaal de vorm van een Latijns Kruis, ongeacht welk geloof de gesneuvelde aanhing. De kruizen zijn grijs van kleur en gemaakt van natuursteen.
Op de grafstenen staan de naam, grafligging, geboorte- en sterfdatum en de rang (indien bekend) met witte kleur vermeld. In tegenstelling tot oorlogsgraven van andere nationaliteiten staat er op deze Duitse graven geen regiment of legeronderdeel. Hier is voor gekozen vanwege de negatieve naam die een aantal onderdelen van het Duitse leger hebben. Al bij de aanleg wilde men zowel de vernieling als de verheerlijking van bepaalde graven tegengaan. De grafstenen van ongeïdentificeerde soldaten dragen allemaal dezelfde tekst: "ein deutscher soldat".
Direct bij de ingang van de begraafplaats bevindt zich aan de linkerkant een sarcofaag uit muschelkalk. Deze werd in 1937 door de Volksbund als gedenkteken ter nagedachtenis aan de overleden soldaten uit de Eerste Wereldoorlog op de Algemene Begraafplaats in Maastricht onthuld. Onder de sarcofaag liggen dertien soldaten; hun namen staan er op vermeld. Daar omheen liggen 74 graven; allen kwamen om als militair in de Eerste Wereldoorlog. Ze zijn onder andere uit Maastricht hiernaartoe overgebracht.
Op een strook links en rechts van de centrale gedenkplaats liggen gemeenschappelijke graven, de zogenaamde 'kameradengraven'.
Op de begraafplaats werden militairen van de Wehrmacht begraven, naast SS'ers uit zowel Nederland, Duitsland, Oostenrijk, Polen, Sudetenland, de Baltische staten, Volksduitsers uit Polen en Roemenië, overgelopen militairen uit de voormalige Sovjet-Unie. Onder de Nederlanders bevinden zich verder ook collaborateurs en oorlogsmisdadigers. Een van de meest beruchte Nederlandse oorlogsmisdadigers op de begraafplaats is Anton van Dijk, politiecommissaris in Nijmegen in de oorlog en Jodenjager, die tevens de lege huizen van gedeporteerde Joden beroofde. Een van de bekendste SS'ers van Nederlandse afkomst is Willem Heubel die zich als eerste Nederlander vrijwillig aanmeldde bij de Waffen-SS. Heubel was een broer van  Florrie Rost van Tonningen, de echtgenote van de hooggeplaatste radicale NSB-voorman Meinoud Rost van Tonningen. Ook ligt hier Ernst Knorr, beruchte beul van de Sicherheitsdienst in de stad Groningen. In totaal liggen er ruim 500 uit Nederland afkomstige collaborateurs, landverraders en oorlogsmisdadigers op de begraafplaats,
Naast militairen liggen er op de begraafplaats ook burgers begraven. Onder andere Duitse burgers uit de Selfkant, maar ook burgers uit Nederland met een Duitse nationaliteit die kort na de bevrijding in Kamp Vught geïnterneerd waren.

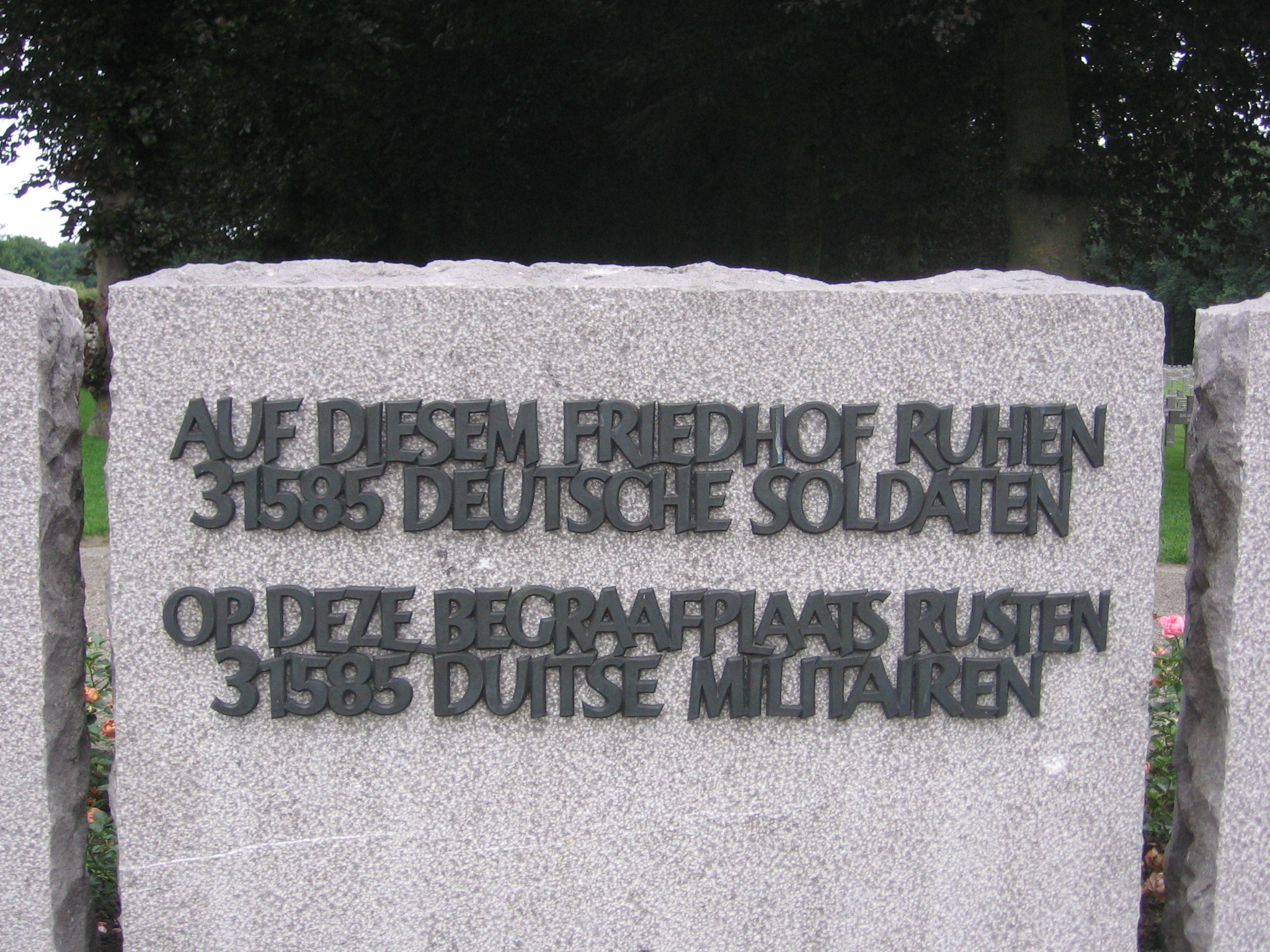
Per 2021 verwijderd gedenkteken voor het aantal slachtoffers dat op deze begraafplaats begraven ligt
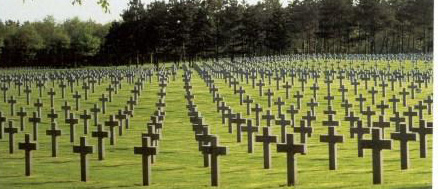
Overzicht van de graven op de Duitse militaire begraafplaats
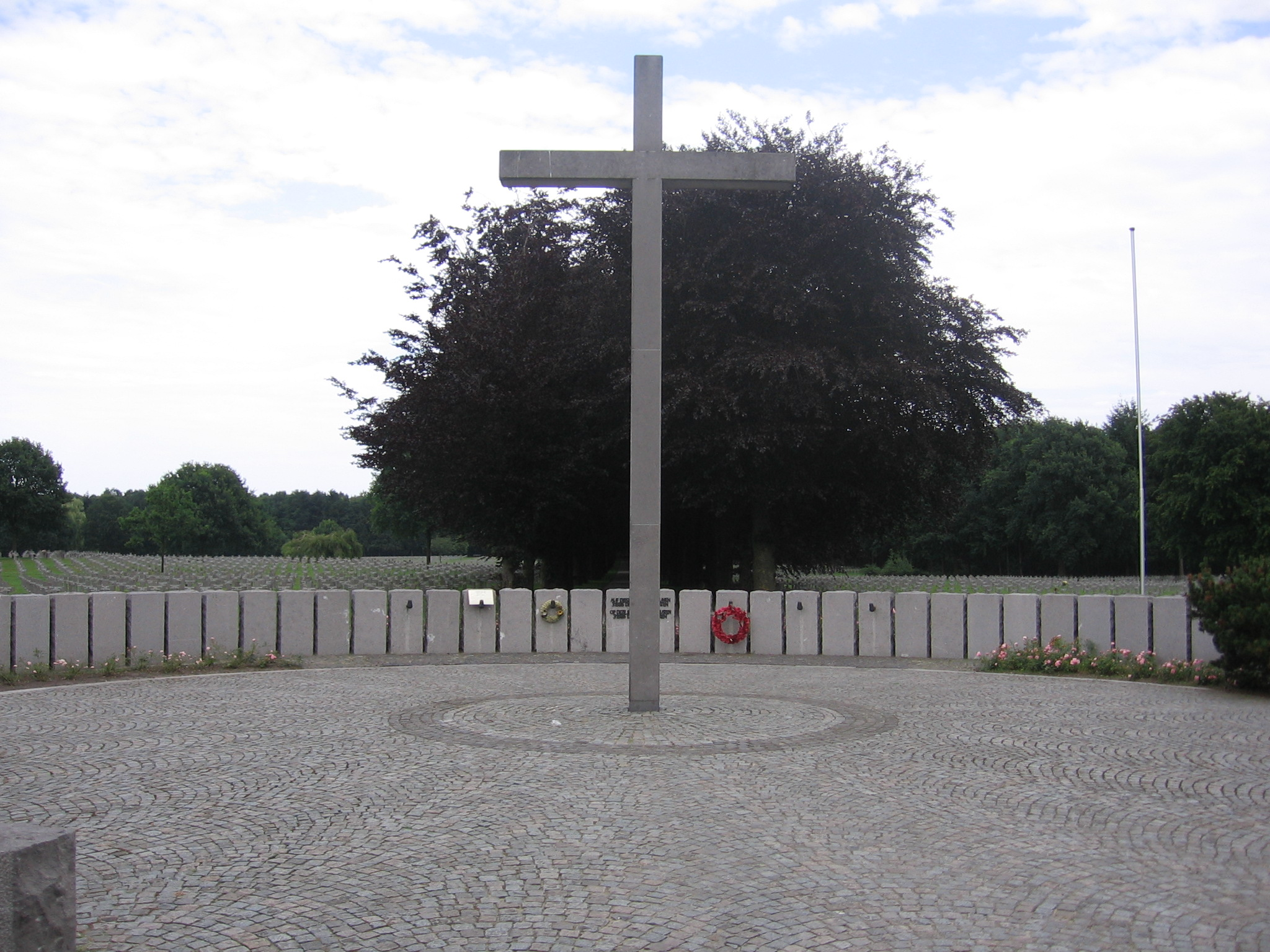
Het gedenkteken voor de slachtoffers van de Tweede Wereldoorlog

### Japanse notenboom

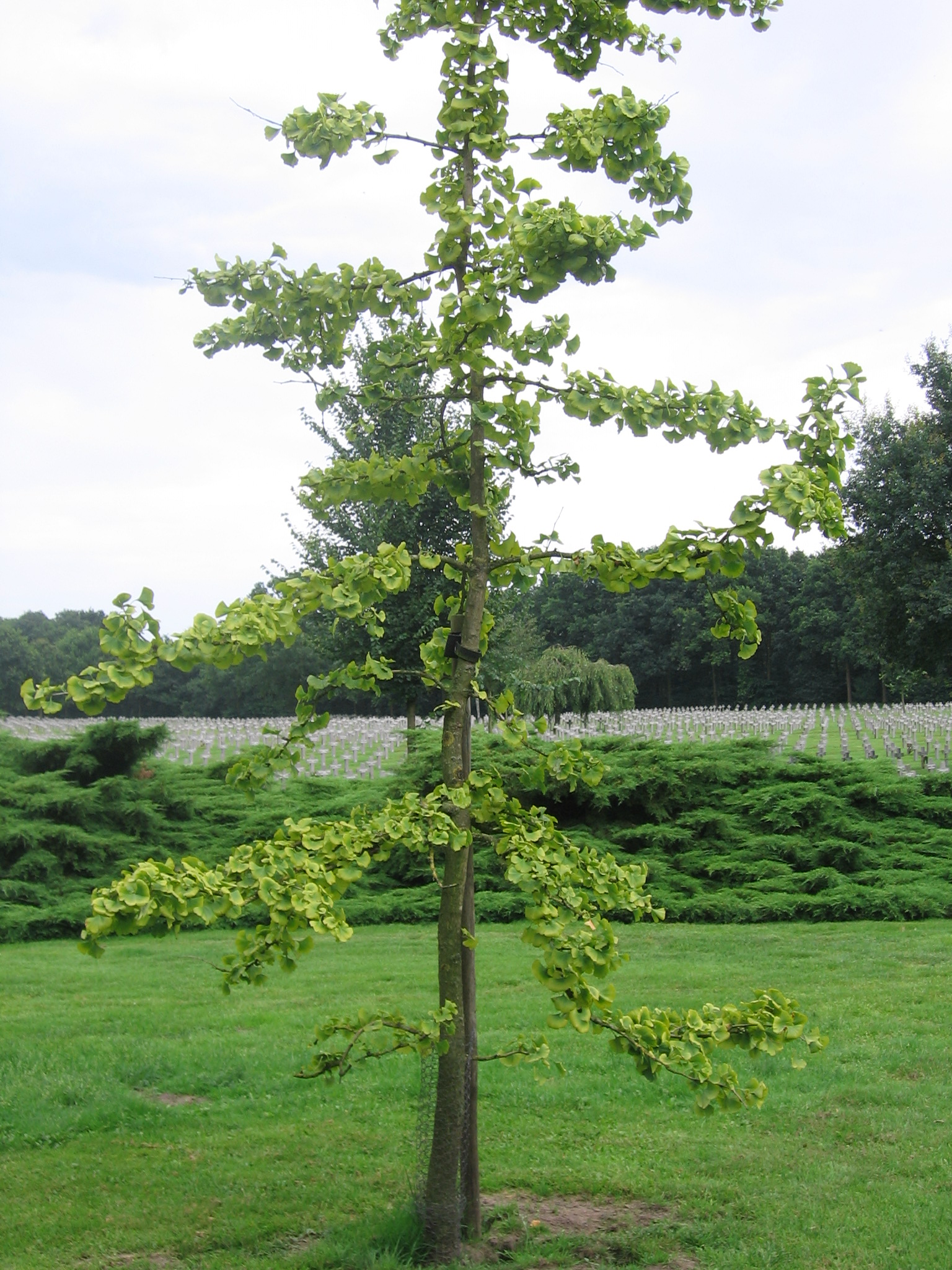
Een Japanse notenboom als symbool van hoop

Op 8 mei 1995 werd in de buurt van de ingang van de militaire begraafplaats, naar aanleiding van de herdenking van het einde van de Tweede Wereldoorlog, een Japanse notenboom (Ginkgo) geplant. Deze boom is een teken van hoop. Deze boomsoort begon, na de verwoestingen door de atoombomaanvallen op Hiroshima en Nagasaki in 1945, als eerste weer te bloeien. Na ongeveer een jaar droeg hij weer groene bladeren. Daarom is hij een teken geworden van hoop op vrede in een betere wereld.